# ماهر (منظمة غير حكومية)
ماهر باللغة المراثية بيت أمي هي منظمة حوار أديان وطوائف إثنية هندية غير حكومية، يقع مقرها بالقرب من بونه، جنبًا إلى جنب مع مقرات أخرى في رانشي وراتناجيري وميراج وإرناكولام. أسست الأخت لوسي كورين هذه المنظمة عام 1997 في قرية فادهو بودروك وتهدف إلى إلى توفير المأوى والدعم للنساء والأطفال المعوزين.